# Tuneskibet
Tuneskibet (eller Haugenskibet) er et vikingeskib af egetræ fra omkring år 900 e. Kr, der i 1867 er fundet i en gravhøj på 80 meter i diameter ved gården Nedre Haugen, på Rolvsøy ved Fredriksstad i fylket Østfold i Norge. Vraget er i dag udstillet på Vikingeskibsmuseet på Bygdøy i Oslo.
Haugenskibet skibet er ikke komplet, men det kan have været op til 22 m langt. Det er 4,35 m bredt og kan have haft 11 eller 12 par årer. Kølen er omkring 14 m lang. Det er klinkbygget af egeplanker. Det er en solid konstruktion med naturligt groede tværgående planker, tykke rafter og en solid ræling.
Tuneskibet er mindre end både Gokstad- og Osebergskibet, men har en stærkere mast, som har kunnet holde et stort sejl. Skrogets form har været med til at øge hastigheden. Skibet har ikke kunnet laste tunge ting, men sandsynligvis varer med høj værdi og lav vægt som pels eller glas.
På Rolvsøy er der fundet tre vikingeskibe; Rostadskibet (1751), Haugenskibet (eller Tuneskibet) (1867), og Vallebåden (1894). Der er også blevet fundet en kammergrav, Haugen kammergrav i samme område.
Fundet af Tuneskibet, gjorde at arkæologerne for første gang kunne se et velbevaret skib fra vikingetiden, og i de følgende årtier førte flere udgravninger af gravhøje til yderligere skibsfund.
Vigtigst af disse var udgravningen af Gokstadskibet i 1880 og af Osebergskibet i 1904, begge i Vestfold.

## Fundet
Tuneskibet blev fundet i en skibsbegravelses gravhøj (Båthaugen, fra det norrøne ord haugr der betyder dysse eller gravhøj).
I begyndelsen af 1860-tallet begyndte broderen til grundejeren at køre jord ud af gravhøjen, som allerede var blevet skadet af skattejægerne. Dette gjorde at det gamle delvist nedbrudte treværk udtørrede, og at ilten kom ind i selve gravanlægget. Det kan være en af årsagerne til at skibet var dårlig bevaret. I sommeren 1867 var man kommet ned til skibsresterne, og agterskibet blev liggende åbent. Fundet blev meldt til Fortidsminneforeningen og til Universitetet i Oslos oldtidssamling, og det blev udgravet af arkæologen Oluf Rygh i 1867. Udgravningen foregik i 14 dage og i oktober 1867 blev det udgravede skib sendt til Cristiania.
Skibet har stået inde i haugen med kølen nord-syd. Midt i haugen var der et gravkammer bygget af stående egeplanker. Indvendig var skibet foret med mos og enebærkviste. Der er kun bevaret dele af gravgodset, men der findes dele af en sadel, og en del fuldstændig korroderede jerngenstande som en brynje, et sværd, to spydspidser og et skjold. Man fandt også rester af udbrændte knogler af et menneske og af heste. Der blev også fundet glasperler og rester af tøj, som tyder på, at personen blev begravet påklædt. Til forskel fra Gokstadskibet og Osebergskibet var der også andet end selve skibet som blev fundet.
Efter at skibet var frilagt, blev det i en træramme fragtet ned til søen Visterflo. Der blev den løftet over på en pram, som blev slæbt til Fredrikstad og derefter til Christiania.

## Udstilling
De første 10-15 år blev skibet opbevaret i et skur i universitetshaven og var tilgængeligt for publikum. Senere blev det flyttet til et magasin bag universitetets hovedbygning og var ikke tilgængelig for publikum. Da Osebergskibet blev fundet, blev der mindre interesse for Tuneskibet som udstillingsgenstand. I Oslo blev skibet lagt i et midlertidig skur i Universitetets park. Efterhånden fik det sin egen bygning, tegnet af arkitekt Georg Andreas Bull, men bygningen måtte rives ned for opførelsen af universitetets aula, og skibet blev placeret udendørs bag Frederiks gate 3. Efter at Osebergskibet blev flyttet til Bygdøy. I 1926 blev Tuneskibet flyttet ind i Osebergskuret. I 1932 var Vikingeskibsmuseets fløj i Oslo for Gokstadskibet og Tuneskibet færdigt, og skibet blev flyttet dertil. Skibet står i sin egen fløj i Vikingeskibsmuseet.

## Rekonstruktion
I modsætning til Oseberg- og Gokstad skibene er der ikke gjort forsøg på at rekonstruere Tuneskibet, og det er udstillet i omtrent samme form, det blev fundet i. Stavnene og de øverste bordgange er rådnet bort. Jerndelene er stort set rustet bort og har kun efterladt spor af rust. Fundet er meget ufuldstændigt, og skibet har mistet sin oprindelige form på grund af jordtrykket. Der blev tegnet grove skitser under udgravningsarbejdet, men der blev ikke gjort en fuldstændig opmåling. Haakon Shetelig opmålte i 1917, men her er kun de bevarede dele optegnet. Ti år senere lavede Frederik Johannessen et forslag til rekonstruktion i plan og snit, som blev modificeret af Arne Emil Christensen jr. i 1980. Ifølge denne har Tuneskibet været langt, smalt og lavbordet, med ti bordgange i skroget.
I 1995 blev dele af skibet opmålt med laserteodolit, og man fik data til en videre gennemgang af det. Det blev genoptaget i 2000 med en fotogrammetrisk opmåling, som gav et dårlig resultat. Der blev også brugt laserskanning og fotoskanning, som var betydeligt mere vellykket, og det blev fulgt op af en grundig gennemgang af de bevarede tre skibsdele. Der findes efterhånden tilstrækkelig information til en rekonstruktion af skibet. Den blev præsenteret i Knut Paasches afhandling fra 2010.
Skibet har, som det er bevaret, ti bord (planker i hver side) . De har antagelig været forsynet med årehuller, ikke gafler, og der har sandsynligvis været elleve eller tolv par årer. Den totale længde antages at have været 18,67 m - 20 m (15 m er bevaret), den maksimale bredde er ca. 4,4 m. Tidligere arkæologiske vurderinger af skibet har konkluderet at det var fladbundet (1,2 m fra ræling til køl ifølge Sjøvold og mindre velegnet til sejlads på det åbne hav. Da gik man imidlertid ud fra, at skibet kun havde ti bord. Paasche mener som nævnt det har vært tolv, og da vil rælingen blive høj nok for sejlads på det åbne hav. Undervandskroget har været bredt forude, men smallere agterover. Paasche konkluderer, at Tuneskibet har været en god sejler, måske bedre end Gokstadskibet. Gokstadskibet var større end Osebergskipet, mens Tuneskibet var mindre end Osebergskibet. Både Gokstadskibet og Tuneskibet var kraftigere bygget og beregnet på hårdere sejlads end Osebergskibet. De tre skibe har ellers mange fællestræk i konstruktionen.

## Datering
Haakon Shetelig konkluderer at Tuneskibet og Gokstadskibet omtrent er lige gamle, fra 850-900, men udelukkende på en typologisk baggrund og genstandsdateringer. Der blev taget årringsprøver af tømmeret i gravkammeret og af skibet. Træet i gravkammeret var fældet mellem 905 og 910, og det giver dateringen af gravlægningen. Slitage på enkelte af delene antyder at skibet var i brug, før det blev brugt som gravskib, måske allerede fra slutningen af 800-tallet.

## Navnet
Navnet «Tuneskibet» kommer af, at fundstedet ligger på Haugen gård i Rolvsøy sogn som var en del af Tune Kommune. Fundet blev første gang publiceret af ingeniør B.C.Arntzen, som var daglig leder af udgravningerne, i artiklen Beskrivelse over den i Tune fundne Baad. Efter dette har fundet været associeret med Tune. Dermed har betegnelsen Tuneskibet været benyttet i 150 år i vikingetids forskningen.
Lokale kræfter har i 2000-tallet foreslået at omdøbe skibet til Haugenskibet i tråd med traditionen med at navngive vigtige arkæologiske fund efter fundstedet.Gården Haugen har fået sit navn efter gravhøjen med skibet.